# Envira
Envira es un municipio del estado de Amazonas (Brasil),  localizado en la margen derecha del río Tarauacá, afluente del río Juruá. Forma parte de la microrregión de Juruá, mesorregión del Sudoeste Amazonense. Tiene 17.431 habitantes (2007) y una superficie de 13.381 km². Es atravesado por el río Envira.
Fue fundado el 19 de diciembre de 1955, pero la fiesta de Envira se celebra el 31 de enero. Los fundadores provenían del nordeste de Brasil y fueron atraídos por la explotación de caucho. 
La economía del municipio se basa en la agricultura y la ganadería, siendo autosuficiente. Posee escuelas estatales, una de las cuales ofrece Enseñanza Media. La Cámara Municipal está integrada por 9 concejales.
En los bosques de la región se encuentran pobladores indígenas no contactados.
- Datos: Q1750090
- Multimedia: Envira / Q1750090